# Billet de 5 francs violet
Pour les articles homonymes, voir 5 francs.
Recto
Verso
Chronologie
5 francs Zodiaque 5 francs Berger
Le 5 francs violet est un billet de banque français créé le 1er décembre 1917 et émis à compter du 4 octobre 1918 par la Banque de France. Il succède au 5 francs Zodiaque.

## Historique
Dans la foulée de la refonte des billets de 10 et de 20 francs surnommés « billets de combat » (le Minerve et le Bayard), le Gouvernement tout occupé à la Grande Guerre, décide du lancement d'un nouveau billet de 5 francs « mobilisateur ». Ce billet prendra d'autant plus d'importance qu'il n'existe plus de pièce de 5 francs en circulation, celles en argent étant thésaurisées. 
Fin 1932, une nouvelle pièce de 5 francs est enfin envisagée, ce qui n'était pas arrivé depuis 1889. La loi du 13 février 1933 annonce le retrait du billet de 5 francs violet, qui fut démonétisé le 12 octobre 1933, après un tirage de 1 448 800 000 d'exemplaires. En urgence, la Monnaie de Paris frappe d'abord le type Bazor en nickel petit-module puis finit par se décider pour le type Lavrillier, toujours en nickel, mais d'un plus grand module.
Le 13 juillet 1939, la Banque de France réimprime 259,2 millions de coupures aux millésimes 1939 et 1940 seulement. Ce billet reste en circulation jusqu'au milieu des années 1940 au moment de la sortie du 5 francs Berger.
Il est définitivement privé de cours légal le 1er janvier 1963.

## Description
Le fond du recto a été conçu par Georges Duval (décédé en février 1916) et gravé par Romagnol. Le médaillon de l'allégorie casquée a été dessiné par Charles-Albert Walhain et gravé par Deloche. Walhain et Deloche exécutèrent également le verso. Ce billet polychrome se présente dans des tons violet et mauve.
Au recto l'on trouve en haut à gauche une figure allégorique de la France, casquée, centrée dans un médaillon.
Au verso, l'on voit à droite un docker posté sur une échelle et s’apprêtant à déposer un sac sur le quai d'un port ; derrière, un voilier est amarré et à gauche, un autre voilier rentre dans l'image.
Le filigrane blanc représente une effigie casquée qui a été gravée d'après la tête du jeune guerrier présent dans le bas-relief du Départ des volontaires de 1792 de François Rude situé sur la façade de l'arc de triomphe de l'Étoile. La loterie Nationale utilisera aussi ce même papier filigrané.
Ses dimensions sont de 125 mm x 80 mm.